# 马列·马丁诺维奇·胡齐耶夫
马列·马丁诺维奇·胡齐耶夫（俄语：Марле́н Марты́нович Хуци́ев，1925年10月4日—2019年3月19日），是苏联的著名导演，是“生活流派”的代表人物。拍摄的《伊里奇的哨所》曾遭到尼基塔·谢尔盖耶维奇·赫鲁晓夫的点名批评，不得不重新剪辑改名上映。

## 生平
1925年，出生于格鲁吉亚第比利斯的公务员家庭。1937年，父亲判死刑。1952年，毕业于莫斯科电影学院，在敖德萨电影制片厂工作。1953年，与大学同学合著第一部剧本。
1956年，合著剧本拍成电影在全国公映。1965年，任苏联电影摄影师联盟委员会成员。1966年签署反对为斯大林平反的《25人公开信》。1978年，在格拉西莫夫电影学院任教。2019年，去世。

## 作品

### 电影
- 《滨河街之春》（1956年）
- 《两个费奥多尔》（1959年）
- 《伊里奇的哨所/那年我二十岁》（1963年）
- 《后记》（1983年）

### 剧本
- 《滨河街之春》（合著，1953年）